# حاييم بيرلمان
حاييم بيرلمان (المولود باسم هينيو (أو هنري) بيرلمان؛ يُشار إليه أحيانًا بشكل خاطئ باسم تشارلز بيرلمان) (20 مايو 1912، وارسو - 22 يناير 1984، بروكسل) هو فيلسوف بلجيكي من أصل يهودي بولندي. يُعد بيرلمان أحد أهم منظري المحاججة في القرن العشرين. تُرجم عمله الرئيسي بالتعاون مع لوسي أولبرشتس تيكا Traité de l'argumentation – la nouvelle rhétorique (سمة المحاججة - البلاغة الجديدة) (1958) إلى اللغة الإنكليزية تحت عنوان البلاغة الجديدة: أطروحة حول المحاججة، بواسطة جون ويلكنسون وبورسيل ويفر (1969).

## حياته وعمله
هاجر بيريلمان مع عائلته من وارسو إلى أنتويرب في بلجيكا في عام 1925. بدأ دراسته الجامعية في جامعة بروكسل الحرة، حيث بقي طوال فترة حياته المهنية. حصل بيرلمان على درجة الدكتوراه في القانون في عام 1934، وبعد استكماله رسالته البحثية حول الفيلسوف وعالم الرياضيات غوتلوب فريجه، حصل بيرلمان على درجة ثانية في الدكتوراه في عام 1938. في نفس العام، شغل بيرلمان منصب محاضر في كلية الفلسفة والآداب التابعة لجامعة بروكسل. مع نهاية الحرب، أصبح بيرلمان أصغر أستاذ معتمد في تاريخ تلك الجامعة.
كتب صديق بيرلمان، ميتشسلاف مانيلي: «كان بيريلمان بلجيكيًا، ويهوديًا، وبولنديًا ومواطنًا عالميًا أصيلًا... إذا ما فضّل المرء اعتبار بيرلمان يهودي بولندي، فذلك حصرًا بالمعنى الذي اقترحه تشيسلاف ميلوش... [انتمى إلى] فئة خاصة من المفكرين اليهود الأوروبيين، المتميزين عن غيرهم من المفكرين المثقفين اليهود وغير اليهود الآخرين... كان بيرلمان قادرًا بشكل فريد على الجمع بين جنسيته وإنسانيته في كتاباته. لقد كان بلجيكيًا متحمسًا محبًا لوطنه وحافظ على علاقات وثيقة مع العلماء البولنديين والثقافة البولندية في نفس الوقت».
أجرى بيرلمان بحثه الأولي في القانون والفلسفة تحت أيغيس الوضعية المنطقية. في عام 1944، أكمل بيرلمان دراسة تجريبية للعدالة وخلص إلى وجوب اعتبار أسس العدالة استبدادية نظرًا إلى انطواء تطبيقات القانون دائمًا على أحكام القيمة – ونظرًا إلى تعذر إخضاع القيم لدقة المنطق. بعد إتمام دراسته، أشار بيرلمان إلى أنه من غير الممكن الدفاع عن الاستنتاج الذي خلصت إليه الدراسة نظرًا إلى اعتبار أحكام القيمة جزءًا لا يتجزأ من الاستدلال العملي واتخاذ القرار على حد سواء، وأن الادعاء بافتقار هذه الأحكام لأي أساس منطقي عبارة عن إنكار للأسس العقلانية في الفلسفة، والقانون، والسياسة والأخلاق.
بعد دراسته التجريبية للعدالة، رفض بيرلمان على أساسها الوضعية لصالح الفلسفات التي توفر أساسًا منطقيًا لأحكام القيمة. في عام 1948، قابل بيرلمان لوسي أولبرشتس تيكا، التي التحقت أيضًا بجامعة بروكسل الحرة، ليبدأ في التعاون معها على مشروع من شأنه في النهاية ترسيخ البلاغة القديمة باعتبارها أساس منطق أحكام القيمة.
في عام 1958، نشر بيريلمان وأولبريشتس تيكا دراستهما حول الاستدلال غير الرسمي تحت عنوان Traité de l'argumentation: la nouvelle rhétorique (سمة المحاججة: البلاغة الجديدة). اتسم العمل بروح الملاحظة والتركيب الفريجيين، وحلل مجموعة واسعة من الحجج الفعلية من مجالات الفلسفة، والقانون، والسياسة، والأخلاق والصحافة. كانت النتيجة عبارة عن نظرية محاججة مرتكزة على القيمة والجمهور ومنطوية على تحديد نقاط الانطلاق والتقنيات العامة للحجة.
في عام 1962، تلقى بيرلمان دعوة من هنري دبليو جونستون وروبرت أوليفر لتولي منصب في جامعة ولاية بنسلفانيا كأستاذ زائر متميز. أثبت التعاون بين جونستون وبيريلمان على وجه التحديد، الذي بدأ قبل نشر la nouvelle rhétorique (البلاغة الجديدة)، أنه مثمر. أنشأ جونستون المجلة المؤثرة بعنوان الفلسفة والبلاغة، وأسس بيرلمان سمعته في الولايات المتحدة باعتباره منظّرًا رائدًا في المحاججة.
على مدى العقدين التاليين، واصل بيريلمان نشر الأعمال المتعلقة بالبلاغة الجديدة أو المستمدة منها. قدّم بيرلمان مساهمات كبيرة في دراسات القانون كمدير للمركز الوطني لأبحاث المنطق في جامعة بروكسل الحرة، ومن خلال منشوراته المستمرة حول الفلسفة والحجج القانونية. في عام 1973، كان بيرلمان أحد الموقعين على البيان الإنساني الثاني. كتب صديق بيرلمان، ميتشسلاف مانيلي، عن موقفه تجاه اليهودية: «إنه يرفض بوعي شديد أي لاهوتية أو خلاص دنيوي أو سماوي، أي أحادية للقيم، أي تفسيرات مطلقة لاحتياجات الإنسان وأشكال الحريات. إن أي شكل من أشكال اللاهوتية غير مقبول بالنسبة له».
تقديرًا لإنجازاته الأكاديمية والمدنية، عينت الهيئة التشريعية البلجيكية بيرلمان في منصب البارون في ديسمبر 1983. في 1962، حصل حاييم بيرلمان على جائزة فرانكي للعلوم الإنسانية. توفي بيرلمان في منزله في بروكسل إثر نوبة قلبية في 22 يناير 1984.